# Drosophyllaceae
Classification APG III (2009)
Famille
Répartition géographique
En classification phylogénétique, la petite famille des Drosophyllaceae regroupe des plantes dicotylédones de l'ordre des Caryophyllales qui ne comprend qu'un genre : Drosophyllum, et qu'une espèce : Drosophyllum lusitanicum. 
Ce sont de petites plantes carnivores ligneuses  à longues feuilles couvertes de poils glandulaires collants, originaires du Maroc, du Portugal et d'Espagne.
Cette famille n'existe pas en classification classique.

## Étymologie
Le nom vient du genre type  Drosophyllum issu du grec δρόσος / drosos, rosée, et φύλλων / fyllon, feuille, en référence aux excrétions luisantes émises par les glandes foliaires de la plante, et leur ressemblance ave le genre Drosera (Droseraceae).

## Liste des genres
Selon World Checklist of Selected Plant Families (WCSP) (3 mai 2010), NCBI (3 mai 2010), Angiosperm Phylogeny Website (3 mai 2010) et DELTA Angio (3 mai 2010) :
- genre Drosophyllum  Link (1806)

## Liste des espèces
Selon World Checklist of Selected Plant Families (WCSP) (3 mai 2010), NCBI (3 mai 2010), Angiosperm Phylogeny Website (3 mai 2010) et DELTA Angio (3 mai 2010) :
- genre Drosophyllum  Link (1806)
  - Drosophyllum lusitanicum  (L.) Link (1806)